# Francisco Serrano y Domínguez
Francisco Serrano y Domínguez (San Fernando, 17 de dezembro de 1810 — Madrid, 25 de novembro de 1885) foi um político da Espanha. Ocupou o lugar de presidente do governo de Espanha e o último Presidente da República da Primeira República Espanhola de 3 de Janeiro a 30 de Dezembro de 1874.

## Biografia
Serrano pertencia a uma família de militares de tradição liberal. O fato de ter nascido em San Fernando foi devido à participação de seu pai nas primeiras Cortes
Uma vez ingressou no exército, as Guerras Carlistas permitiram-lhe ascender com rapidez. Herdeiro da tradição liberal do seu pai, em 1839 decide passar à política junto a Espartero. Com o governo deste último chegou a ser ministro da Guerra, embora depois se aliasse com o general Prim contra o seu antigo mentor. Parte da sua relevância social era devida a ser amante da rainha Isabel II, o que lhe valiou a alcunha de General Bonito. Porém, após cessar a sua relação com ela, caiu em desgraça e foi trasladado para Granada.
Em 1854 voltou a se unir a Espartero durante pouco tempo, e depois passou a fazer parte de um partido moderado, liderado por Leopoldo O'Donnell.
Serrano desempenhou numerosos cargos ao serviço da administração pública e política, ocupando a embaixada da Espanha em Paris, e a Capitania-Geral de Cuba dentre 1859 e 1862. A dura repressão da sublevação do quartel de San Gil em 1866 serviu-lhe para obter o título nobiliário de duque.
A Revolução de 1868, que acabou com o reinado de Isabel II, teve uma importante intervenção de Serrano, que dirigiu o exército que venceu as tropas da rainha na batalha de Alcolea.
A Junta Provisional Revolucionaria de Madrid encarregou-lhe a 3 de Outubro a formação de um Governo Provisório, que aceitou o dia seguinte e que ficou constituído a 8 de Outubro. Após a promulgação da Constituição de 1869, as Cortes Constituintes investiram-no com o cargo de Regente do Reino. Após a jura de Amadeu I, voltaria a ocupar várias vezes a Presidência do Conselho de Ministros. Implicado depois em diversas manobras políticas, após a proclamação da Primeira República, mudou-se para França.
Após o golpe de Estado do general Pavía, aceitou o cargo de Presidente do Poder Executivo da República, e dissolveu as Cortes republicanas em 1874, instaurando uma espécie de ditadura republicana de tendência conservadora mas com certas aspirações liberais; a sua ambição era perpetuar-se como ditador, mas a destruição das forças republicanas abrira o caminho para a restauração Bourbónica na Espanha, precipitada naquele mesmo ano pelo pronunciamento do general Martínez Campos em Sagunto. Aceitou o novo rei, Afonso XII, e pretendeu desempenhar um papel de destaque no novo regime como chefe do Partido Constitucional. Quedou desairado por Cánovas e pelo rei quando estes preferiram a Sagasta como líder liberal, razão pela qual se escindiu com o grupo da Esquerda Dinástica espanhola (1881).